# Marat Satibaldíev
Marat Kuanbàievitx Satibaldíev (en rus: Марат Куанбаевич Сатыбалдиев) (Khizilordà, 22 d'abril de 1962) va ser un ciclista soviètic d'origen kazakh. Es va especialitzar en la pista on va aconseguir un Campionat del món en Puntuació amateur.

## Palmarès en pista
- 1985
  -  Campió de l'URSS en Puntuació
- 1986
  -  Campió de l'URSS en Puntuació
- 1988
  -  Campió de l'URSS en Madison
- 1989
  -  Campió del món de Puntuació amateur
  -  Campió de l'URSS en Puntuació